# Novokoeznetskaja
Novokoeznetskaja (Russisch: Новокузнецкая uitspraakⓘ) is een station aan de Zamoskvoretskaja-lijn van de Moskouse metro. Het station maakt deel uit van de derde fase van de metrobouw (1938-1944) en van het zuidelijke deel van lijn 2. In het metroplan van 1932 was voorzien om de lijn ten zuiden van Novokoeznetskaja onder de Pjatnitskaja Oelitsa naar het zuiden te laten lopen en vervolgens het traject van de huidige lijn 9 naar het zuiden te volgen. In 1934 volgde echter een wijziging als gevolg van de roep om een aansluiting van het treinstation Paveletskaja en het fabriekscomplex van de Stalinfabriek iets zuidelijker. De lijn buigt daarom iets naar het zuidoosten af om bij station Paveletskaja uit te komen. Er is wel een enkelsporige tunnel gebouwd die ongeveer het geplande traject volgt maar zich iets ten zuidwesten van het station opsplitst in een verbindingsboog naar het ringlijn station van Paveletskaja en een verbinding naar Oktjabrskaja aan lijn 6. Via deze tunnel werd het materieel uit depot Sokol naar de beide lijnen aangevoerd in de tijd dat deze nog geen eigen depot hadden. Het ronde toegangsgebouw is op meerdere plaatsen in Moskou, al dan niet in iets gewijzigde vorm, terug te vinden als metrostation. Het station is meteen opgeleverd als pylonenstation en veel uit 1943 is nog ongewijzigd aanwezig in dit station.

## Galerij

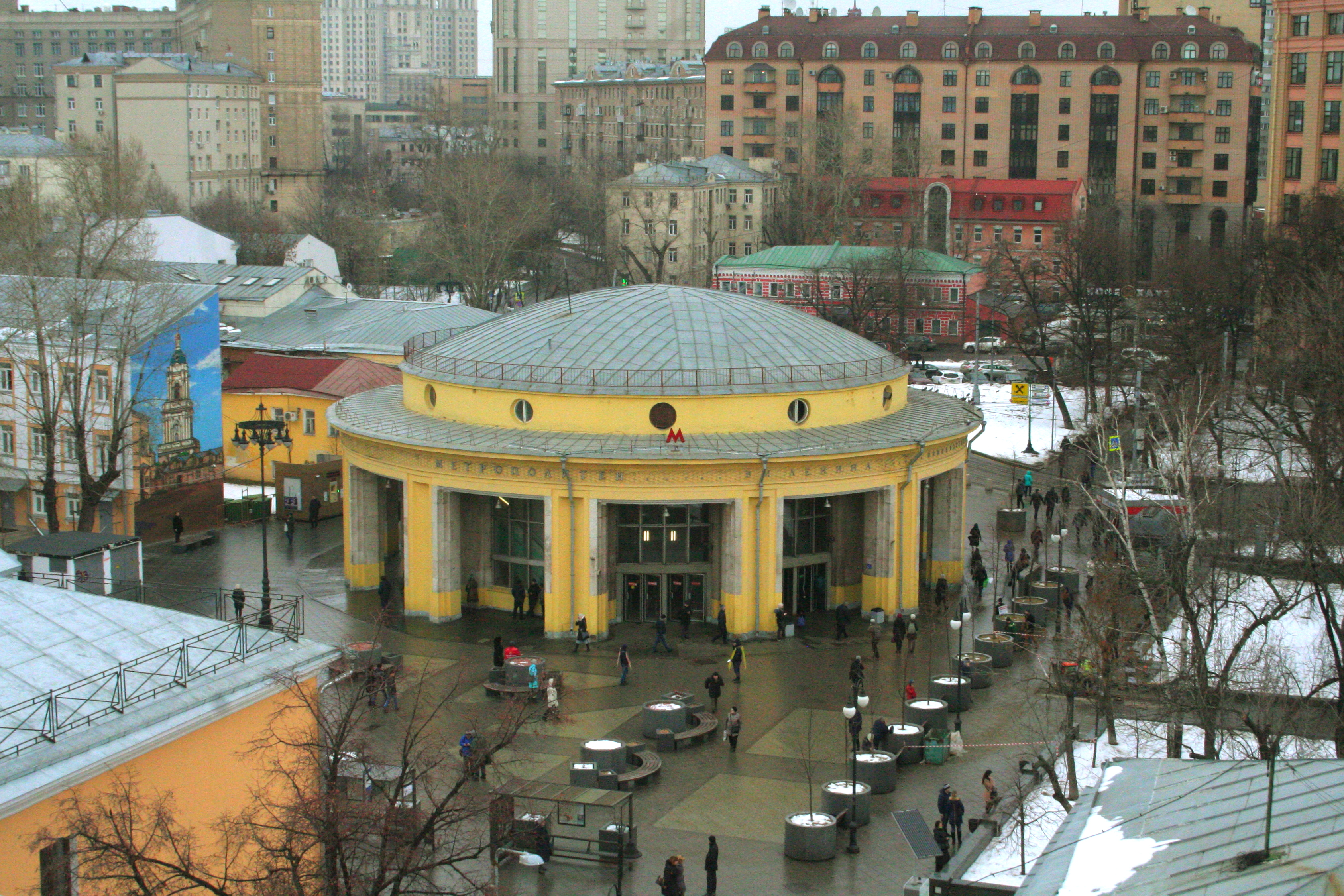
Bovengronds
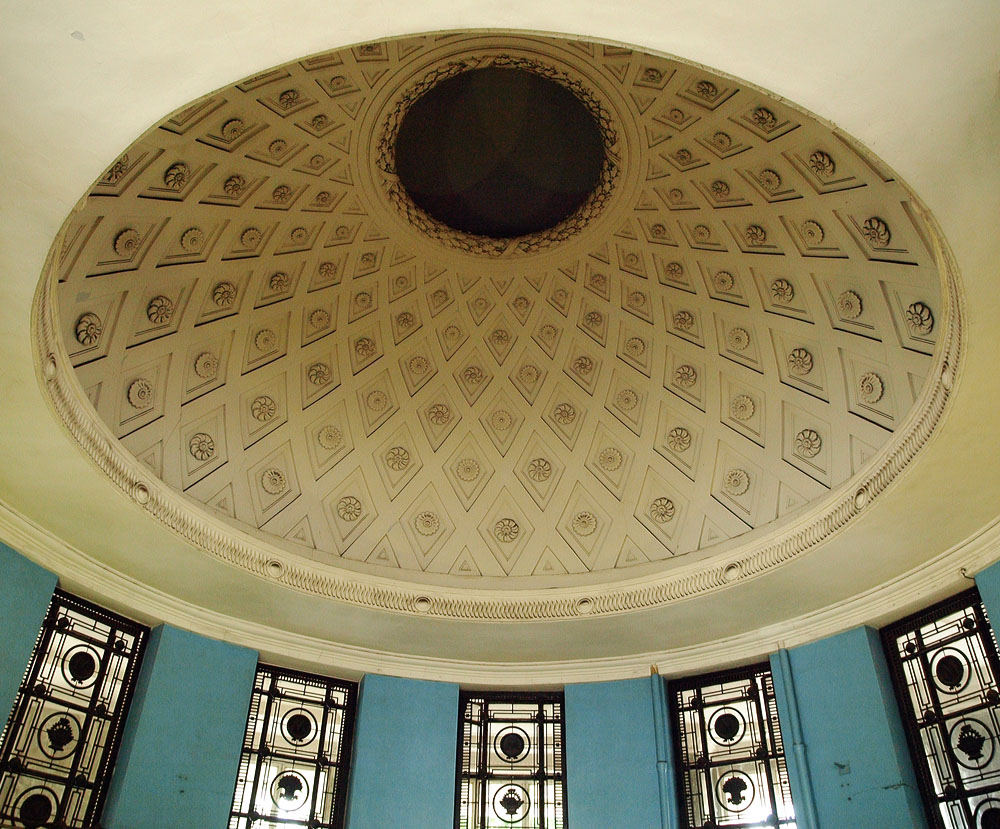
De koepel van binnen
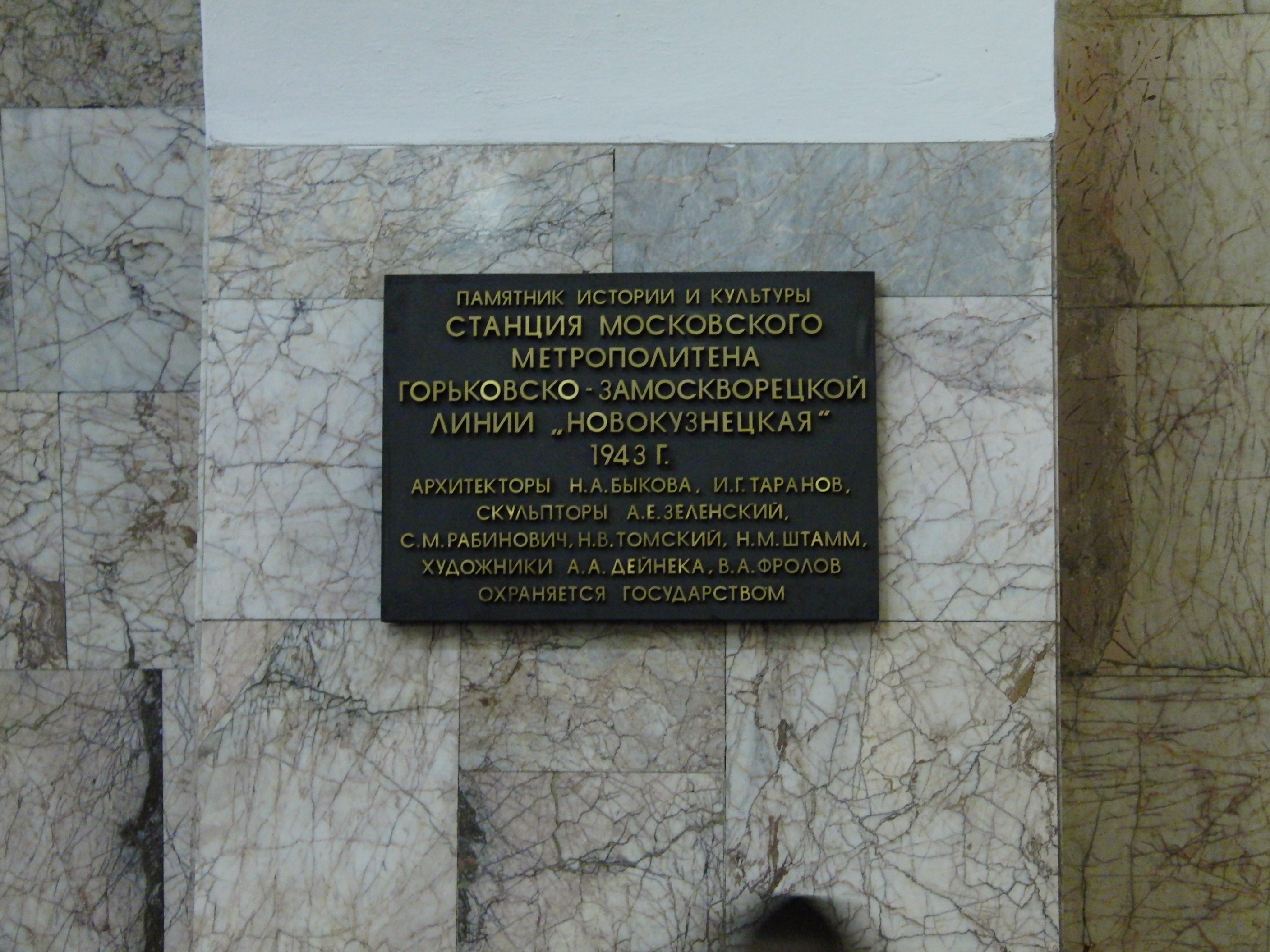
Het officiële naambord